# Hearts of Space Records
Hearts of Space Records — американский звукозаписывающий лейбл, который принадлежит независимому дистрибьютору Valley Entertainment (англ.)

## История
Hearts of Space Records был образован в 1984 году и является дополнением к еженедельному радиошоу Hearts of Space (англ.) и специализируется на выпуске музыки в стилях эмбиент, нью-эйдж, electronic, а также инструментальной — world, кельтской и классической.
На лейбле издавались такие музыканты, как Кевин Брэхени, Стив Роуч, Билл Дуглас (англ.), Майкл Стернс (англ.), Роберт Рич, Констанс Дэмби (англ.), Secret Garden, Эйстейн Севог, Майкл и Джефф Данна, а также вышло множество сборников различных музыкантов сходной тематики.
Включает в себя подразделение Fathom Records.